# Ligament suspenseur du sein
Les ligaments de Cooper (également connus sous le nom de ligaments suspenseurs de Cooper ou ligaments suspenseurs du sein en nouvelle nomenclature) constituent un tissu conjonctif dans le sein qui aide à maintenir l'intégrité structurelle. Ils portent le nom d'Astley Cooper, qui les décrit pour la première fois en 1840. Leur anatomie peut être révélée par tomographie par diffraction.
Le ligament suspenseur de Cooper ne doit pas être confondu avec le ligament pectiné (parfois appelé le ligament inguinal de Cooper) qui partage le même éponyme. De plus, les fibres intermédiaires et/ou la partie transversale du ligament collatéral ulnaire sont parfois appelées ligament(s) de Cooper,.

## Anatomie
Les ligaments vont de la clavicule et du fascia clavipectoral, se ramifiant à travers et autour du tissu mammaire jusqu'au derme de la peau recouvrant le sein. Le ligament suspend le sein à partir de la clavicule et du fascia profond du haut de la poitrine. Ce support permet de maintenir la forme et la position normale du sein. Sans le support interne de ce ligament, le tissu mammaire (qui est plus lourd que la graisse environnante) s'affaisse sous son propre poids et perd sa forme habituelle.

## Pathologie
Dans le cas d'un carcinome inflammatoire du sein, le blocage des canaux lymphatiques locaux provoque un gonflement du sein. Les ligaments suspenseurs de Cooper jouent alors un rôle important dans le changement d'apparence du sein. La peau reste attachée par les ligaments suspenseurs de Cooper, et prend une apparence capitonnée rappelant celle de la peau d'orange. Les carcinomes peuvent également diminuer la longueur des ligaments de Cooper, ce qui conduit également à un capitonnage.

## Relation à l'affaissement
De nombreuses femmes pensent que la ptose (l'affaissement des seins) est dû à un mauvais support des tissus mammaires par les ligaments de Cooper. En réalité, l'affaissement est en partie déterminé par des facteurs génétiques, et une étude a montré que les facteurs les plus importants étaient le tabagisme, l’indice de masse corporelle de la femme, le nombre de grossesses, la taille des seins avant la grossesse et l'âge.
Beaucoup de femmes croient à tort que le soutien-gorge empêche le sein de s'affaisser plus tard dans la vie et que les seins ne peuvent pas se soutenir d'eux-mêmes. Selon des fabricants de soutiens-gorge, les seins étant constitués de tissu adipeux et non de muscle, les soutiens-gorge n’affecteraient que la forme des seins.
Les femmes ayant des seins pathologiquement lourds peuvent éprouver des douleurs dans la région thoracique supérieure, mais cela peut être dû à un soutien-gorge mal ajusté. Selon de nombreux rapports, 80 à 85% des femmes portent un soutien-gorge qui n'est pas à leur taille,,,,.
Chez les femmes d'âge moyen, la ptose mammaire est causée par une combinaison de facteurs. Si la femme a eu des enfants, des modifications hormonales post-partum provoqueront l'atrophie des glandes de lait épuisées. Lors de grossesses multiples, de par l'allaitement, la peau s'étire de façon répétée lors de l'engorgement. De plus, après la naissance de chaque enfant, les glandes à lait diminuent de volume et contribuent ainsi à l'affaissement. Alors que la poitrine grossit durant chaque grossesse, les ligaments de Cooper qui maintiennent la position des glandes mammaires contre la poitrine sont étirés et perdent progressivement en force. Le tissu mammaire et les ligaments de suspension peuvent également être étirés si la femme est en surpoids ou perd et gagne successivement du poids.